# Il contesto
Il contesto. Una parodia è un romanzo di Leonardo Sciascia, pubblicato originariamente nel 1971.
Da esso, nel 1976, il regista Francesco Rosi trasse spunto per il suo film Cadaveri eccellenti.
L'autore spiega nelle note che il libro era nato come una parodia ed all'inizio si divertiva a scriverla ma con il proseguire del romanzo il divertimento cessò e, alla fine rimase per oltre due anni chiuso in cassetto. A chi lo accusava di aver preso spunto dall'omicidio del giudice Pietro Scaglione, avvenuto proprio a maggio 1971, rispondeva che il suo romanzo era stato scritto molto prima.

## Trama
Dopo l'omicidio di un giudice, la polizia si mobilita ed invia sul posto uno dei suoi uomini migliori, l'ispettore Rogas, dotato di cultura ed ironia, seguirà una propria pista anche se gli alti vertici e i politici lo costringono a seguire la pista dei gruppi eversivi.
Comincia così un percorso intrecciato di sospetti e di ulteriori omicidi di giudici che coinvolgono ministri, servizi segreti e pedinamenti.

## Ambientazione
La nazione non è definita, ed i nomi dei luoghi sono palesemente inventati; però è facilmente identificabile con l'Italia degli anni '70 e i delitti potrebbero benissimo svolgersi in Sicilia, per tipologia dei luoghi e comportamenti.

## Edizioni
- Leonardo Sciascia, Il contesto. Una parodia, Torino, Einaudi, 1971.
- Leonardo Sciascia, Il contesto. Una parodia, Feltrinelli, 1999. ISBN 88-07-81523-0
- Leonardo Sciascia, Il contesto. Una parodia, Milano, Adelphi, 2006. ISBN 978-88-459-2058-5